# Marko Topić
Marko Topić (ur. 1 stycznia 1976 w Orašje) – bośniacki piłkarz występujący na pozycji napastnika.

## Kariera
Marko Topić swą karierę rozpoczął w Croatii Zagrzeb, w której występował w latach 1994–1995. Następnie wyjechał do Szwajcarii, gdzie reprezentował barwy kolejno FC Sion, FC Zürich oraz 
FC Wil. W 1997 roku wrócił do Chorwacji zostając zawodnikiem Varteksu Varaždin, lecz po sezonie 1997/98 ponownie wyjechał za granicę. W latach 1998–2000 grał we włoskim klubie A.C. Monza. W 2000 roku podpisał kontrakt z Austrią Wiedeń, gdzie występował wyłącznie przez jeden sezon. Kolejnymi zespołami w jego karierze były kluby niemieckie: Energie Cottbus oraz VfL Wolfsburg. W Bundeslidze rozegrał w sumie 107 spotkań, w których zdobył 16 bramek. W 2005 roku przeniósł się do rosyjskiego klubu Krylja Sowietow Samara. Od 2008 roku reprezentował barwy Saturna Ramienskoje. W 2010 roku zakończył karierę zawodniczą.
| Sezon     | Klub                   | Liga              | Mecze | Gole |
| --------- | ---------------------- | ----------------- | ----- | ---- |
| 1994/1995 | Croatia Zagrzeb        | Prva HNL          | 1     | 0    |
| 1995/1996 | FC Sion                | Axpo Super League | 0     | 0    |
| 1996/1997 | FC Zürich              | Axpo Super League | 5     | 0    |
| 1996/1997 | FC Wil                 | Axpo Super League | 0     | 0    |
| 1997/1998 | Varteks Varaždin       | Prva HNL          | 21    | 7    |
| 1998/1999 | A.C. Monza             | Serie B           | 31    | 5    |
| 1999/2000 | A.C. Monza             | Serie B           | 25    | 6    |
| 2000/2001 | Austria Wiedeń         | Bundesliga        | 24    | 6    |
| 2001/2002 | Energie Cottbus        | Bundesliga        | 29    | 7    |
| 2002/2003 | Energie Cottbus        | Bundesliga        | 29    | 6    |
| 2003/2004 | VfL Wolfsburg          | Bundesliga        | 25    | 3    |
| 2004/2005 | VfL Wolfsburg          | Bundesliga        | 22    | 0    |
| 2005/2006 | VfL Wolfsburg          | Bundesliga        | 2     | 0    |
| 2005      | Krylja Sowietow Samara | Priemjer-Liga     | 9     | 5    |
| 2006      | Krylja Sowietow Samara | Priemjer-Liga     | 26    | 7    |
| 2007      | Krylja Sowietow Samara | Priemjer-Liga     | 26    | 7    |
| 2008      | Saturn Ramienskoje     | Priemjer-Liga     | 30    | 10   |
| 2009      | Saturn Ramienskoje     | Priemjer-Liga     | 24    | 4    |
| 2010      | Saturn Ramienskoje     | Priemjer-Liga     | 9     | 3    |